# CREAM (音楽ユニット)
CREAM（クリーム）は、Staxx Tと、Minamiから成る、1MC&1ボーカルのマルチユニット。

## メンバー
- Staxx T（スタックス・ティー）本名: 北橋拓真[1]（2021年現在34歳） - ラッパー、トラックメイカー：プロデュース / 作詞 / 作曲 / 編曲担当、大阪府豊中市出身。
- Minami（ミナミ） - シンガー：作詞 / 作曲担当、香港生まれ、神戸育ち。

## 来歴
メジャーデビュー前
シンガーソングライターのMinami（ミナミ）と、ラッパー / トラックメイカーのStaxx T（スタックス・ティー）で結成。グループ名は "CREative" と "teAM" というワードを組み合わせCREAM（クリーム）と命名する。"CREAM VISION" と題しYouTube上にチャンネルを開設以来、オリジナル曲のMVのほか、名曲のカバーやライブ映像、ドキュメンタリーなどをアップし再生回数を徐々に上げ知名度を上げていく。2012年3月14日リリースのm-flo「SQUARE ONE」でMinamiが9曲、Staxx Tは2曲参加。
メジャーデビュー〜現在
2013年
1月23日、リードシングル『Shooting Star』iTunes Storeにて先行配信。テレビや衛星波で11のタイアップ、ラジオは全国で20にも及ぶパワープレイを獲得し、USEN HIT J-POPランキング1位となった。
2月27日、アルバム『DREAMIN'』にてメジャー・デビュー。メインストリームを主軸に、EDM、POP、ヒップホップを取り込んだサウンドでiTunes総合チャート1位を獲得。全国24都市29公演にも及ぶ『DREAMIN'』リリースツアーを敢行した。
7月17日、EDMを巧みに取り入れたサマーアンセム『Wonderland』リリース。SUMMER SONIC、TOKAI SUMMIT、サンセットライブなど全国11会場での夏フェスに出演。
11月27日には、2ndシングルとなるミドルバラード『Beautiful』をリリース。
年末には、プロジェクションマッピングされた大阪城でカウントダウンイベント「大阪城3Dマッピングスーパーイルミネーション」に出演するなど、2013年の1年間で100本以上ライブに出演。
2014年
2nd アルバム『#nofilter』を4月30日にリリースすることを発表。本人たちの音楽的ルーツであり、現在USシーンでも巻き起こっている "2000年代初頭のR&B/HIP HOPリバイバル" を意識しm-flo「How You Like Me Now?」をサンプリングした「Nobody」、サウス／ベースミュージックの流れで世界的に人気を博しているジャンル・トラップを取り入れた「PARTY CHAKKA-MEN」、アコギサウンドを絶妙に取り入れた爽快EDMチューンでアルバムテーマ的な曲でもある「#nofilter」等、バラエティに富んだ作品であることも公表される。『#nofilter』を引っさげ5月・6月にかけクラブツアー、7月は初のワンマンライブを東京、大阪、福岡で行われることが発表。

### 2016年
3rd アルバム「CHANGE」を2月3日をリリース。「CREAM TOUR 2016 ”CHANGE”」を、名古屋を皮切りに、仙台、札幌、福岡、沖縄、大阪と巡り、東京で、ファイナルを迎える。このツアーで、沖縄、東京において、アフターパーティー開催。札幌でのライブにおいて、「この夏、北海道の大型イベントに参加する」旨を発言。4月1日、JOIN ALIVE公式ホームページにおいて、参加アーティストとして発表される。

## ディスコグラフィー

### 先行配信
1. Shooting Star（2013年1月23日、iTunesにて先行配信。1月30日、レコチョク、mu-mo、その他配信サイトにて配信）

### タダうた
1. Whatever feat. WISE & Tarantula (Spontania) （2012年8月1-20日、期間限定配信）
2. Fireworks [Unedited Version]（2012年8月20日-9月3日、期間限定配信）
3. Rock!! [Unedited Version]（2012年9月3日-17日、期間限定配信）
4. KISSING (Flip Side) [Unedited Version]（2012年9月17日-10月1日、期間限定配信）
5. Never Get Enough feat. Matt Cab [Unedited Version]（2012年10月1日-15日、期間限定配信）
6. Goodbye [Unedited Version]（2012年10月15日-31日、期間限定配信）

### シングル
1. Wonderland（2013年7月17日）
2. Beautiful（2013年11月27日）

### ミニアルバム
1. CREAMIX VOL.1（2012年9月5日、iTunes専用）
2. CREAMIX LIMITED EDITION（2012年9月19日、レンタル専用）
3. CREAMIX VOL.2（2012年10月17日、iTunes専用）
4. WINTER MIX 2014-2015（2014年12月17日、レンタル専用）

### アルバム
1. 1st  DREAMIN’ (2013年2月27日)
2. 1st  DREAMIN’+1(2013年7月17日)
3. 2nd #nofilter (2014年4月30日)
4. 3rd CHANGE (2016年2月3日)
5. 4th BLACK (2017年4月26日)

### WORKS
- REVOLUTIONS feat.V6&☆Taku Takahashi (m-flo)「SP"Break The Wall"」Staxx T 作詞参加
- 弾丸トラベラー テーマソング 「How does it feel?」Minami 作曲、Additionalヴォーカル参加
- Kylie Minogue × VERBAL「We are one」Minami作曲, Additional Vocal参加
- TERIYAKI BOYZ® 『DELICIOUS JAPANESE』 Minamiフィーチャリング&作曲参加　(2009.12.2)
- BoA『IDENTITY』「BUMP BUMP! feat. VERBAL(m-flo)」Minami 作曲参加、「LAZER」Minami 作曲、Staxx T 作詞参加　(2010.2.2)
- Sowelu 『Love & I. ～恋愛遍歴～』「NEVER feat. VERBAL (m-flo)」Minami 作曲参加　(2010/12/1)
- VERBAL『VISIONAIR』(2011/3/16) Minami Additional Vocal 参加
- m-flo Tribute Album『m-flo TRIBUTE ～stitch the future and past～』REEEWIND! / CREAM(2011/4/20)
- THE SUITBOYS A.K.A. ☆TAKU TAKAHASHI『AFTER 5 VOL.1』Minami作曲参加 (2011/4/20)
- 安室奈美恵『Checkmate!』「BLACK OUT feat. Lil Wayne & Namie Amuro」Minami作曲, Additional Vocal参加 (2011/4/27)
- MADEMOISELLE YULIA『MADEMOWORLD』Minami作曲/作詞参加 (2011/10/5)
- Rahze『Ta.la.la』Minami作詞参加 (2011/11/9)
- V6『V6 live tour 2011 Sexy.Honey.Bunny!』Staxx T 作詞参加 (2012/1/18)
- m-flo『SQUARE ONE』 Minami 作曲参加 Staxx T 作詞参加 (2012/3/14)
- RYO the SKYWALKER『Word Piece』Minami作詞、作曲参加 (2012/9/26)
- Jordyn Taylor「Set Me Free」Minami、作詞・作曲参加 (2013/2/6)
- V6『Oh! My! Goodness!』Staxx T 作詞参加 (2013/02/20)
- ICONIQ 『Change Myself』Minami 作曲参加 (2013/2/27)
- Jordyn Taylor『Shine』「Set Me Free」※Minami、作詞・作曲参加 (2013/03/13)
- m-flo『NEVEN』 Minami、作詞・作曲参加 (2013/03/13)
- Matt Cab「STAND BY ME feat. CREAM」CREAM 客演参加。 (2013/04/24)
- JASMINE「HERO」Minami作曲参加 (2013/07/31)
- Hey!Say!JUMP『Ride With Me』 Minami 作曲参加 Staxx T 作詞参加 (2013/12/25)
- 童子-T 『T's MUSIC』 Minami作曲参加 (2014/03/19)
- DJ NUCKEY 「BURN IT UP feat.Staxx T, Matt Cab」Staxx T 客演参加。 (2014/04/09)
- YORK 『THE BLACK』Staxx T 客演参加 (2014/04/09)
- V.A 『WE LOVE JAPANESE HIPHOP mixed by DJ NUCKEY』Staxx T客演参加。
- 下拓 『ロック・ザ・パーティー feat. SWAY, Staxx T(CREAM), APOLLO, 寿君, KIRA』Staxx T客演参加(2014/10/22)
- DJ Deckstream『Stay Ready feat. JAZEE MINOR & Minami(CREAM)』Minami客演参加(2014/12/10)
- 塩ノ谷早耶香『今も feat. CREAM』CREAM 客演参加(2015/10/28日)
- V6『The ONES』Staxx T 作詞参加 (2017/08/09)
- NEWS『EPCOTIA』Staxx T Rap詞参加 (2018/03/21)

## その他
- 2019年7月1日、KOWICHIと、Minamiが交際関係にあることをSNS上で発表し、HIPHOPなビッグカップルが誕生したと2人を祝う祝福コメントが続々と寄せられた。
- 2021年3月18日、Staxx Tの自宅がある東京都世田谷区のマンションで、乾燥大麻およそ6.5gを所持していた大麻取締法違反の現行犯で警視庁目白警察署に逮捕された[1]。